# Basspedaal

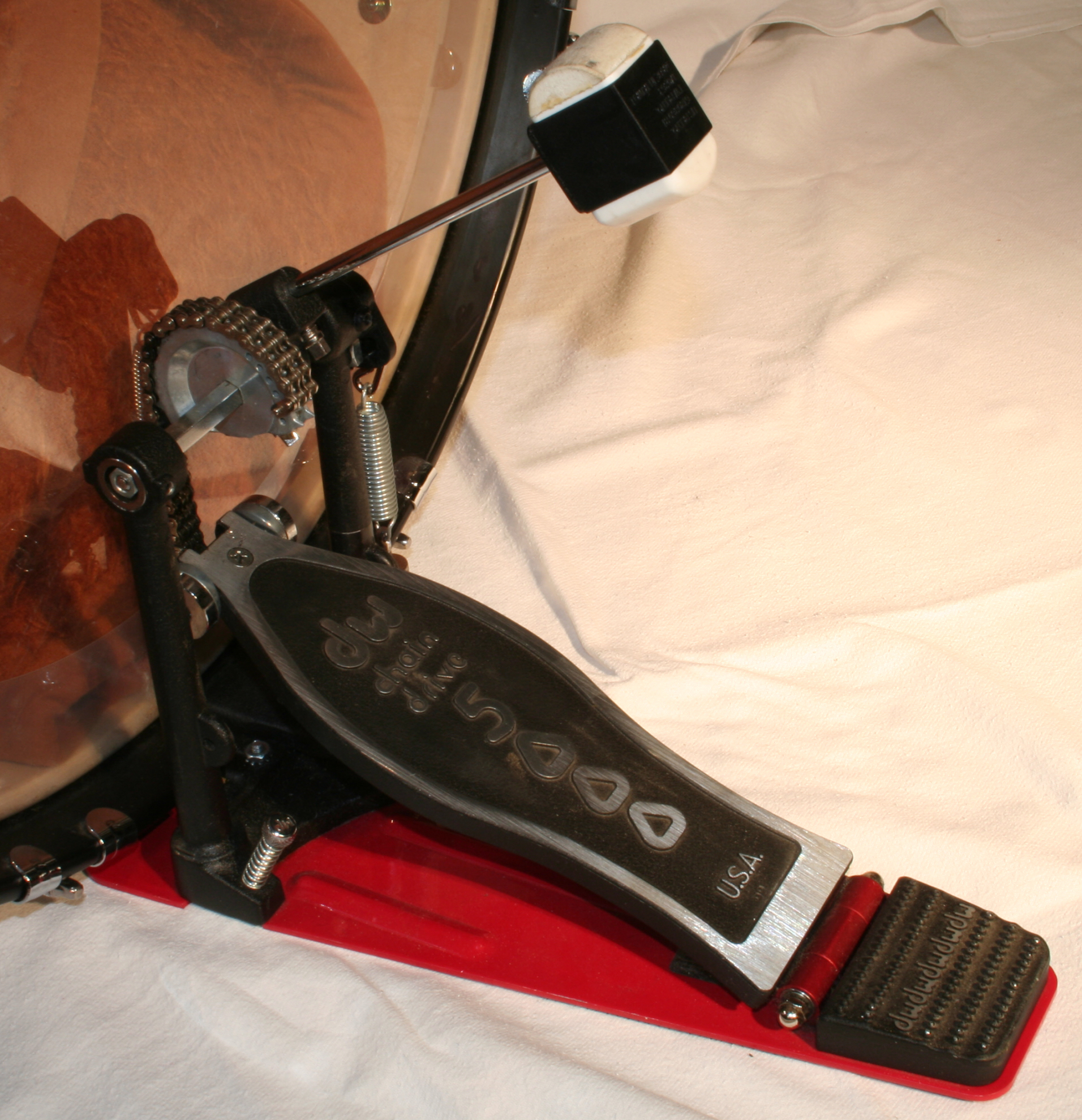
DW 5000 basspedaal

Een basspedaal is het pedaal dat de klopper van een bass drum aandrijft. De klopper is meestal bekleed met een viltachtig materiaal. Er zijn echter ook kloppers van massief hout of van plastic, wat voor meer attack zorgt maar schadelijk kan zijn voor het vel. Naast een enkel basspedaal is er ook een dubbel basspedaal waarmee een drummer kan roffelen, bestaande uit twee enkele basspedalen. Het ene pedaal staat voor de bass drum, de andere staat vaak naast het hihatpedaal. Hiermee kan een drummer heel veel hits in korte tijd aan de bass drum geven.

## Twee bassdrums
Bij heel uitgebreide drumstellen zijn er soms twee bassdrums. Als elke bass drum een pedaal heeft, is dit een soort dubbel basspedaal. Dit komt het meeste voor, maar er zijn heel uitgebreide masterworks die twee bassdrums hebben die allebei een dubbel basspedaal hebben. Vaak hebben ze dan ook nog twee hihats, waardoor er soms wel zes pedalen zijn.

## Geschiedenis

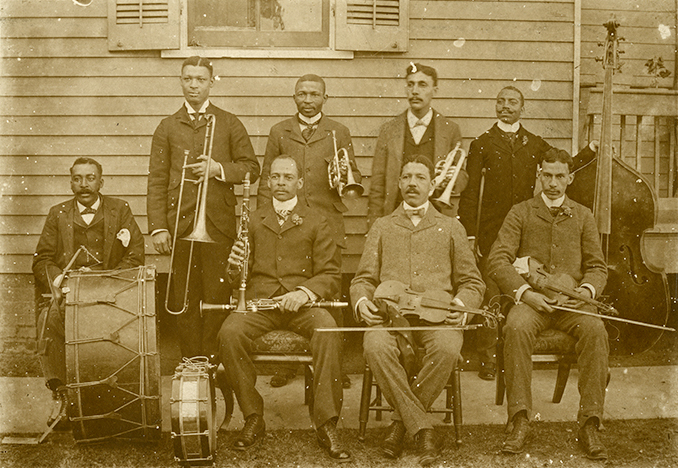
Het John Robichaux Orchestra in 1896 met Dee Dee Chandler geheel links met bass drum met basspedaal

Pedalen voor percussie werden al in de negentiende eeuw ontwikkeld, zoals door Cornelius Ward voor de lithofoon, een muziekinstrument bestaande uit stenen. De Till Family Rock Band gebruikte een dergelijk instrument.
De ontwikkeling van het basspedaal begon eind negentiende eeuw in New Orleans. Dit was het centrum waar Afrikaanse muziek zich in brassbands vermengde met Europese militaire muziek en westerse muziekinstrumenten en daarbij zowel nieuwe muziekvormen zoals uiteindelijk jazz voortbrachten, als nieuwe muziekinstrumenten. In 1886 bespeelde Simon Davis al een geheel van drums waarmee hij vele instrumenten tegelijk kon bespelen die eerder elk door drummer bespeeld moesten worden. De vernieuwende opzet werd door een verslaggever trick instruments genoemd en een vroege vorm van het basspedaal die ook het bekken bespeelde maakte hier deel van uit:
There is something of a trick even about the bass drum playing, for it is operated by a pedal which with one action plays the cymbals at the same time, leaving the operator's hands free to use any other instrument which the music or the action on the stage may require.

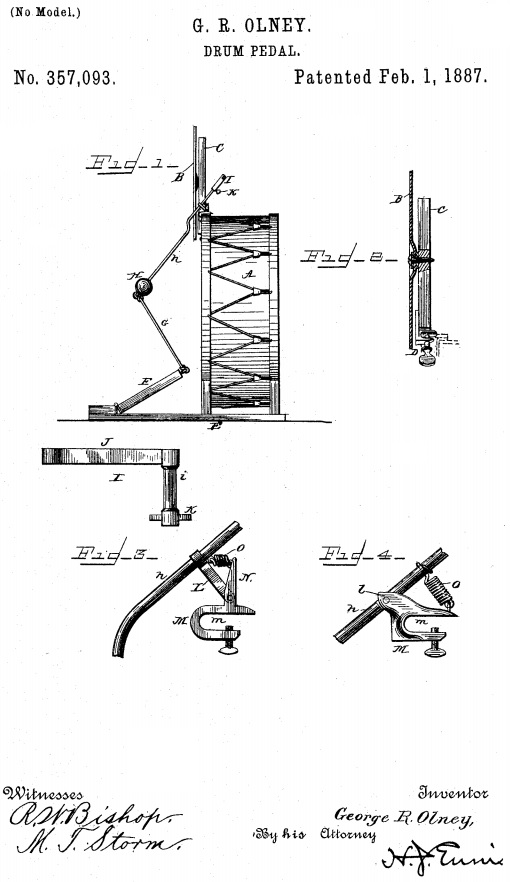
Het overhangende basspedaal van George Olney

Een jaar later vroeg George Olney uit Saint Louis octrooi aan op een basspedaal dat zowel bass drum als bekken bespeelde.
Edward "Dee Dee" Chandler ontwierp in 1894 of 1895 een basspedaal waarbij de klopper aan de onderzijde verbonden was met het pedaal en aan bovenzijde aan de bovenrand van de bass drum. Chandler speelde in het orkest van John Robichaux en met deze vinding kwamen zijn handen vrij om een trap drum te bespelen, waarmee het eerste drumstel geboren was.

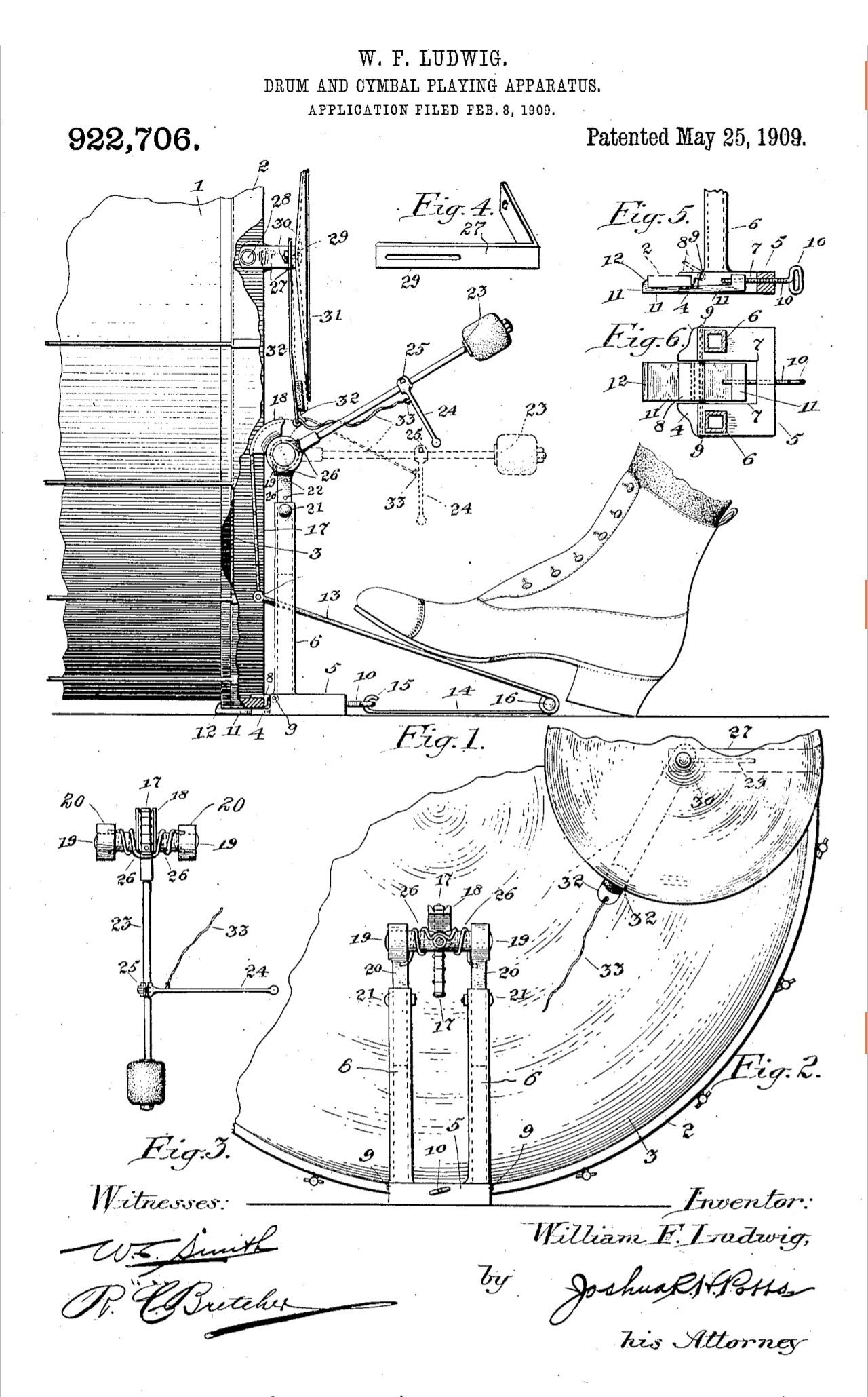
Octrooi van William F. Ludwig uit 1909

Anderen volgden met verbeterde modellen, waaronder Sonor in 1900, maar de uitvoering bleef rudimentair. Dat gold ook voor het pedaal van Leedy dat op dat moment als een van de beste beschouwd werd. William F. Ludwig met zijn broer Theo waren drummers en vertegenwoordigden daarnaast Leedy. William ontwierp een bruikbaar model dat in 1909 op de markt werd gebracht door Ludwig & Ludwig. In 1937 bracht het bedrijf de twin spring Speed King uit dat in 1950 met enkele aanpassingen opnieuw werd uitgebracht en een groot succes werd.
Frisco kwam in 1924 met een dubbel basspedaal dat met de hiel bespeeld werd.
Camco begon in de jaren 1950 met het maken van basspedalen die waren uitgerust met een nokkenas om extra snelheid te verkrijgen. Voor Gretsch bouwde Camco de Floating Action Pedal waarmee alle pedalen verbonden werden met riemaandrijving. In 1979 werd Camco verkocht aan Drum Workshop (DW) en Hoshino Gakki, het moederbedrijf van Tama, die ontwerpelementen overnamen in hun pedalen.
ASBA maakte de Caroline die een cultstatus verkreeg doordat deze gebruikt werd door onder meer Mitch Mitchell, John Robinson en Mike Baird. Nadat ASBA in 1983 failliet ging, werd de Caroline overgenomen door Capelle.
Ook de Ghost verkreeg een dergelijke status doordat onder meer Shelly Manne en Carmine Appice er mee speelden. De Ghost was uitgevoerd met twee spiraalveren, een voor de voorwaartse beweging en de andere voor de terugtrekkende beweging. Bob Ramsey had het pedaal ontworpen tijdens de Tweede Wereldoorlog terwijl hij diende op de USS Enterprise en had de naam overgenomen van de bijnaam van dit vliegdekschip. In 1975 werd Ghost overgenomen door Ludwig tot deze in 1981 de productie stopte.
Albert Duffy en zijn broer Frank werkten voor het Professional Percussion Center van Frank Ippolito toen Al de rollenketting opviel waarmee de velspanning geregeld werd van een pauk. Dit bracht hem op het idee om deze aandrijving te gebruiken in plaats van de tot dan gebruikelijke leren en stoffen aandrijving die de nodige problemen gaf. In 1974 verkregen Al en zijn broer Frank octrooi op deze kettingaandrijving. Het octrooi werd in 1980 overgenomen door Hoshino Gakki die het in 1981 op de markt bracht met de Camco 6735. De Trixon Speedmaster uit de jaren 1950 had ook al een kettingaandrijving, deze bevond zich onder het pedaal en niet aan de voorzijde zoals gebruikelijk zou worden.

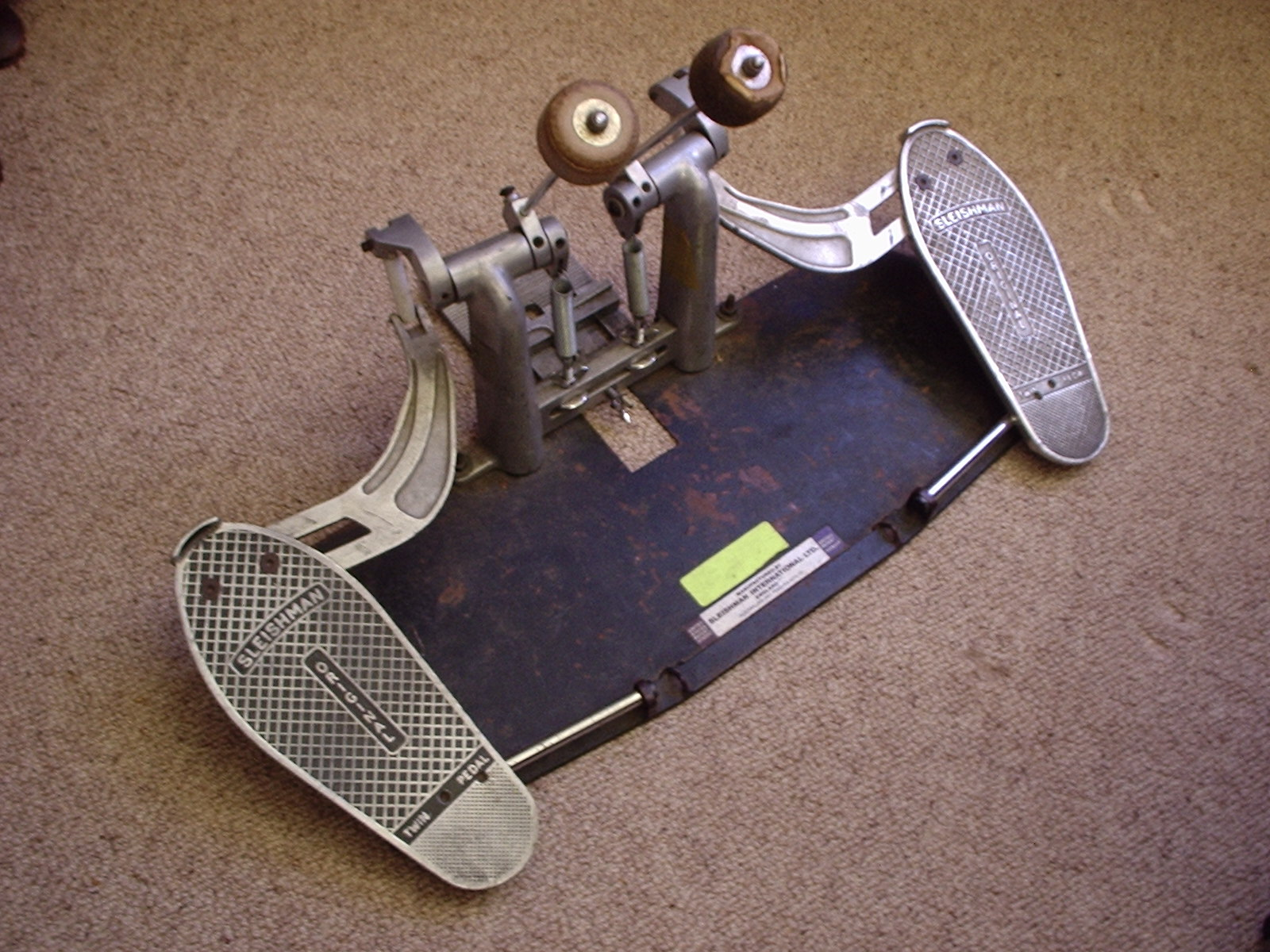
Sleishman Twin Pedal

In de jaren 1970 werden enkele dubbele basspedalen uitgebracht, waaronder de Shaftesbury Power Drive, de Sleishman Twin Pedal en de Zalmer Twin. Met de toenemende populariteit hiervan, kwamen in de jaren daarna ook Pearl, Tama, DW en Axis met dubbele pedalen. Met de Duallist D3 Triple kan met drie kloppers gespeeld worden.
Roland bracht in 1992 met de KD-7 een elektronische kick drum uit.
Met de Catapult Linear Motion kwam Gibraltar in 2006 met een pedaal dat de klopper in een lineaire beweging op het vel bracht.